# Desa Karangrejo (administrativ by i Indonesien, Jawa Tengah, lat -7,57, long 109,67)
Desa Karangrejo är en administrativ by i Indonesien.   Den ligger i provinsen Jawa Tengah, i den västra delen av landet, 300 km öster om huvudstaden Jakarta.